# Raivis
Raivis est un prénom masculin letton apparenté au prénom Raymond, et pouvant désigner :

## Prénom
- Raivis Belohvoščiks (né en 1976), coureur cycliste letton
- Raivis Broks (en) (né en 1984), bobeur letton
- Raivis Dzintars (né en 1982), homme politique letton
- Raivis Hščanovičs (en) (né en 1987), joueur letton de football
- Raivis Jurkovskis (né en 1996), joueur letton de football
- Raivis Vidzis (en) (né en 1976), homme fort letton
- Raivis Zeltīts (en) (né en 1992), homme politique letton

## Référence
1. ↑  (en) Raivis BabyNames.com
2. ↑  (en) Raivis name-doctor.com